# A Pair of Stockings
A Pair of Stockings è un cortometraggio muto del 1914 diretto da Walter C. Bellows. Prodotto dalla Selig Polyscope Company, il film aveva come interpreti Harold Vosburgh, Adrienne Kroell, J. Raymond Barrett, Grace Darmond, Palmer Bowman.

## Produzione
Il film fu prodotto dalla Selig Polyscope Company.

## Distribuzione
Distribuito dalla General Film Company, il film - un cortometraggio in una bobina - uscì nelle sale cinematografiche statunitensi il 13 maggio 1914.